# Henri Dickson
Élias Cohen dit Henri Dickson ou Dickson, né le 28 août 1872 à Tlemcen (Algérie française) et mort le 9 octobre 1938 dans le 17e arrondissement de Paris, est un chanteur et compositeur français de café-concert.

## Biographie
Henri Dickson débute à Montmartre, en interprétant les romances de Paul Delmet, Gabriel Montoya et Marcel-Legay, et poursuit sa carrière au café-concert.
Il compose lui-même des mélodies des chansons-valses, « genre qu'il [est] un des premiers à illustrer ».
Dickson collabore avec le parolier Georges Millandy (1870-1964), dont il crée de nombreuses « valses lentes », genre de chansons très en vogue au début du XXe siècle ; certaines de ces valses-lentes ont été reprises, et font partie du patrimoine chansonnier.
En 1904 Dickson a créé Quand l'amour meurt, paroles de Georges Millandy musique d'Octave Crémieux, enregistrée sans discontinuité depuis 1905, entre autres par Mansuelle, Mayol, Fred Gouin, Jean Sablon, Jean Lumière, Lina Margy, Line Renaud, Réda Caire, Mathé Altéry, Danielle Darrieux, André Dassary, Suzy Delair, Patachou ; elle est chantée par Marlène Dietrich dans une célèbre scène du film Cœurs brûlés (Morocco, 1930) de Josef von Sternberg, et par Jeanne Moreau dans Le Petit Théâtre de Jean Renoir (1969).
Il meurt brusquement le 8 octobre 1938 à l'hôpital Marmottan où il avait été transporté à la suite d'un malaise alors qu'il interprétait le Testament de Pierrot sur la scène du Cabaret du Front populaire. Il est enterré au Cimetière du Montparnasse (29e division).